# Зельонка (Конінський повіт)
Зельонка (пол. Zielonka) — село в Польщі, у гміні Вежбінек Конінського повіту Великопольського воєводства.
Населення — 64 особи (2011).
У 1975—1998 роках село належало до Конінського воєводства.

## Демографія
Демографічна структура станом на 31 березня 2011 року:
|          | Загалом | Допрацездатний вік | Працездатний вік | Постпрацездатний вік |
| -------- | ------- | ------------------ | ---------------- | -------------------- |
| Чоловіки | 32      | 12                 | 18               | 2                    |
| Жінки    | 32      | 8                  | 17               | 7                    |
| Разом    | 64      | 20                 | 35               | 9                    |